# タカハシシンノスケ
タカハシ シンノスケ（1993年1月20日 - ）は、日本の俳優、モデル、DJ。神奈川県出身。G-STAR.PRO所属。

## 略歴
2016年ごろから活動を始める。2017年、川上一輝（TOKYO笹塚BOYS）作・演出の舞台『サンカにあこがれて、』にてデビュー。同年、映画『地球』に出演。2018年よりミシェルエンターテイメントに所属。2019年までは主に映画を中心に活動していた。
2020年から「楽天カードマン 財布の大金不安マン篇」「CO・OP共済「月々1,000円からの掛金でお手頃！」篇などCMにも挑戦し始める。
2021年、バイク王の「ミニ店長登場」篇で話題を集める。日本テレビ「スッキリ」やORICON NEWS、カルチャー誌「Meybe！」などに取り上げられた。また、バイク王「あの日の憧れ」篇、「相棒とのお別れ」篇では初主演を務めた。
同年、映画『さつきのマドリ』（葛里華監督）『街の上で』（今泉力哉監督）、Cody・Lee（李）のMusic Video「異星人と熱帯夜」など話題作が立て続く。ドラマでは『湘南純愛組』、『ブラックシンデレラ』に出演。
2022年、特撮テレビドラマ『暴太郎戦隊ドンブラザーズ』にソノザ役で出演。
2025年4月1日よりG-STAR.PROに所属。

## 人物
俳優として活動する傍らファッションブランドのモデルをしたり、音楽イベントでDJをしたり自作の音楽を作ったりなど幅広く活動している。
趣味は電子音楽の作曲、不動産広告集め。特技はギター、ベース、DJ、バイクスタント、利き排気音。
幼少期からスーパー戦隊シリーズと仮面ライダーシリーズを観ているなど特撮好きである。

## 出演

### 映画
- 地球（かげやましゅう監督） - アストラ 役
- 謝罪代行承ります（中村友則監督） - 高橋シンスケ 役
- イケメンゾンビ（小林でび監督） - イケメンゾンビ 役
- 左様なら（2019年9月6日公開、SPOTTED PRODUCTIONS） - 保坂悠人 役[17]
- 君が世界のはじまり（2020年7月31日公開、バンダイナムコアーツ） - 藤野 役
- とんかつDJアゲ太郎（2020年10月30日公開、ワーナー・ブラザース映画） - DJ 役
- さつきのマドリ（2021年2月27日公開、かなりかピクチャー） - 駒沢 役[10]
- 街の上で（2021年4月9日公開、「街の上で」フィルムパートナーズ） - 根岸 役[11]
- Dis me land（2021年10月3日公開）※きりゅう映画祭2021にて上映 - 川野パンダ 役
- ポプラン（2022年1月14日公開、エイベックス・ピクチャーズ）
- 暴太郎戦隊ドンブラザーズ THE MOVIE 新・初恋ヒーロー（2022年7月22日、東映） - ソノザ 役[18]
- よだかの片思い（2022年9月16日公開、ラビットハウス）
- If i stay out of life…?（2022年9月24日公開、ソニー・ミュージックレーベルズ）
- グッドバイ、バッドマガジンズ（2022年10月28日、日活） - 杉戸 役
- ひとりぼっちじゃない（2023年3月10日公開、パルコ）- 2列目の男 役
- 老ナルキソス（2023年5月20日公開、オンリー・ハーツ） - シノブの若い頃役
- はざまで生きる、春（2023年5月26日公開、ラビットハウス）
- よっす、おまたせ、じゃあ、またね。（2023年6月16日、SPOTTED PRODUCTIONS）- 殿内 役
- パラフィリアサークル（2023年6月23日公開、MARCOT）- 盗撮犯 役
- TOKYO I LOVE YOU（2023年11月10日公開、ナカチカピクチャーズ）
- BABY TRAIN (ヨリコジュン監督)
- Deja vu (ヨリコジュン監督)
- 十一人の賊軍（2024年11月1日公開、東映）[19] - 同心 役
- 悪い夏（2025年3月20日公開、クロックワークス）- 相談者 役
- ババンババンバンバンパイア（2025年7月4日公開予定[20]、松竹）

### テレビドラマ
- 暴太郎戦隊ドンブラザーズ（2022年3月6日 - 2023年2月26日、テレビ朝日） - ソノザ 役[21]
- 拾われた男 第4話・第5話・第8話（2022年7月17日・24日・8月14日、NHK BSプレミアム・Disney+）
- 運命警察 最終話（2022年8月31日、テレビ東京） - 神山 役
- 仮面ライダーガッチャード 第30話（2024年4月7日、テレビ朝日）

### 配信ドラマ
- 湘南純愛組!（2020年2月28日、Amazon Prime Video）
- ブラックシンデレラ 第4話 - 最終話（2021年5月13日 - 6月10日、ABEMA SPECIAL）
- ラブシェアリング（2022年3月27日、ひかりTV）
- 暴太郎戦隊ドンブラザーズVS暴太郎戦隊ドンブリーズ（2023年11月5日、東映特撮ファンクラブ） - ソノザ 役[22]
- 12星座スイッチ（2024年5月22日、TikTok）
- 『I am…』23歳たち「マスタッシュガール」（2024年1月26日、FOD / 2月26日、フジテレビ）[23][24][25]
- 東京彼女 25年7月号『オトコ乗り換え女子』編（2025年7月4日、YouTube）

### オリジナルビデオ
- スーパー戦隊シリーズ（東映ビデオ） - ソノザ 役
  - 暴太郎戦隊ドンブラザーズVSゼンカイジャー（2023年9月27日）[26]
  - 王様戦隊キングオージャーVSドンブラザーズ（2024年10月9日）[27]
- 仮面ライダーガッチャード GRADUATIONS（2025年6月11日） - タカハシ 役[28]

### テレビ
- ノンストップ!（2021年4月19日、フジテレビ）[29]
- スッキリ（2021年4月12日、日本テレビ）[6]
- 爆笑!ターンテーブル（2021年10月5日、TBS）[30]
- Qosmetic 8 by Qoo10（Abema TV）
- そだテレビ「僕らのウォーキングデッド」
- おるおるオードリー（テレビ朝日）
- 上田晋也の芸人トーク検定（フジテレビ）
- 全力坂（2025年4月3日,10日、テレビ朝日）

### ラジオ
- タカハシシンノスケ鈴木浩文はラジオがやりたい。（2023年10月2日 - 2024年12月30日、ラジオ日本）
- 仮面ラジレンジャー
- 松本寛也の「ホームセンター松本」
- Auden 渡辺秀の「Shoot the Moon」
- FM FUJI 「イケナイ遊び」
- BAY FM 「MOTIVE！」
- TOKYO FM 「Festival Out」

### 舞台
- サンカにあこがれて、（作・演出：川上一輝〈TOKYO笹塚BOYS〉） - シンノスケ 役
- 朗読劇「胡蝶の手紙」ファン・ショウコウ役
- 戦隊大失格ザ・ショー　アナウンサー役
- タカハシシンノスケはフェスがやりたい 第一幕「もっぱらの噂」（2024年1月21日、LOFT9 Shibuya）- 闇医者 / 殺し屋 / 刑事 役
- 再演　朗読劇「胡蝶の手紙」ファン・ショウコウ役
- タカハシシンノスケの総天然色舞台　第一回公演「恋する男」（作・演出：鳥皮ささみ）主演　Uくん役[31]
- タカハシシンノスケはフェスがやりたい vol.2 一人芝居「虎独」落語「邪含草」/コント「新人研修」/演劇「革命の友」
- 朗読劇「ROOM」2025（作・演出：木下半太）[32]
- なかないで、毒きのこちゃん「かこちゃんの後悔」（作・演出：鳥川ささみ）[33]

### CM
- バイク王
  - 「あの日の憧れ」篇
  - 「相棒とのお別れ」篇[9]
  - 「ミニ店長登場」篇[5]
- 東亞合成「アロンアルファ」
- Lululun
- Lenovo
- 日本マイクロソフト「Surface」
- PUMA SUEDE
- 湖池屋「ハッシュドポテト」「ポテトと料理」
- 荒野行動
- COOP共済[4]
- 楽天カード「楽天カードマン VS 財布の大金不安マン」[3]
- SNKR DUNK
- ガスト「ミックスグリル&フライ 値下げキャンペーン」
- イエローハット「イエローシティシーズン3」
- ダイハツムーヴキャンバス Web CM My First CANBUS もしも、謎の歌にはまったら篇
- WANDA「モーニングショット・ダイバーシティ」編
- 丸紅「 できないことは、みんなでやろう。「紅丸」篇 」
- AmazonプライムOne Prime 「ラーメンプログラマー」
- タカラトミー「デュエル・マスターズ」

### GRAPHIC
- IKUMI 2020FW LOOKモデル
- CIAO PANIC 2019SS LOOKモデル
- 金杉肇 写真展 メインビジュアル
- 須藤絢乃 写真展「SELF / OTHERS」
- 須藤絢乃 写真集「VITA MACHINICALIS」
- タカハシシンノスケ写真集「夢の話」

### MV
- Cody・Lee(李)「異星人と熱帯夜」（後藤庸介監督）[12]
- fulusu「色の無い芸術」（横田和樹監督）
- ぎゅうにゅうとたましい「いれるならいる」AI TERADA
- Nulbarich「A Roller Skating Tour」（GROUPN監督）[34]
- 「Bonnie and Clyde」 Young Dalu, OSAMI, feat. Wes Period
- Friday night Plans 「When I Get My Playground Back」
- Friday night Plans 「Visitors」
- Furui Riho 「LOA」

### MAGAZINE
- Ollie
- BOB
- HAIR MODE
- フォトテクニックデジタル
- NYLON JAPAN 6月号

### ファッションショー
- 「IKUMI」 東京コレクション2020 S/S
- 「Pays des fees」Rakuten Fashion Week TOKYO 2022 S/S
- 「IKUMI」 2022 F/W
- 「Pays des fees」Rakuten Fashion Week TOKYO 2023 S/S
- 「Pays des fees」Rakuten Fashion Week TOKYO 2023 A/W
- 「IKUMI」2023 S/S
- 「Pays des fees」Rakuten Fashion Week TOKYO 2024 S/S
- 「Pays des fees」Rakuten Fashion Week TOKYO 2024 A/W
- 「IKUMI」2024 S/S

### 玩具
- 暴太郎戦隊ドンブラザーズ DX脳人ブレスセット（2022年11月）
- 暴太郎戦隊ドンブラザーズ DX脳人ブレス メモリアルなセット（2023年12月）
- 暴太郎戦隊ドンブラザーズ ニンジャークソード -MEMORIAL EDITION-（2024年3月18日）

## ディスコグラフィ

### キャラクターソング
| 発売日         | 商品名                                              | 歌 | 楽曲                                   | 備考                                               |
| -------------- | --------------------------------------------------- | --- | -------------------------------------- | -------------------------------------------------- |
| 2022年11月23日 | 暴太郎戦隊ドンブラザーズ EP vol.4                   | ドンモモタロウ / 桃井タロウ（樋口幸平）、サルブラザー / 猿原真一（別府由来）、オニシスター / 鬼頭はるか（志田こはく）、イヌブラザー / 犬塚翼（柊太朗）、キジブラザー / 雉野つよし（鈴木浩文）、ドンドラゴクウ / ドントラボルト / 桃谷ジロウ（石川雷蔵）、ソノイ（富永勇也）、ソノニ（宮崎あみさ）、ソノザ（タカハシシンノスケ） | 「アバターパーティー!ドンブラザーズ!」 | 特撮テレビドラマ『暴太郎戦隊ドンブラザーズ』関連曲 |
| 2023年3月1日   | 暴太郎戦隊ドンブラザーズ キャラクターソングアルバム | ソノザ（タカハシシンノスケ） | 「What's EMO」                         | 特撮テレビドラマ『暴太郎戦隊ドンブラザーズ』関連曲 |